# The Con (sång)
The Con är titelspåret på den kanadensiska popduon Tegan and Saras femte album The Con, utgiven som albumets andra och sista singel den 22 februari 2008. Den skrevs av Tegan Quin och producerades av duon tillsammans med Chris Walla. Singeln, som släpptes med en musikvideo regisserad av Suzie Vlček, nådde emellertid inga listframgångar och lite uppmärksamhet i musikpressen. Singelns b-sida är "Where Does the Good Go", från det föregående albumet So Jealous.
Låten tolkades 2017 av den brittiska artisten Shura på coveralbumet The Con X: Covers.

## Bakgrund
Tegan Quin, som skrev låten, berättar i dokumentären The Con: The Movie att den preliminära arbetstiteln var "Encircle Me" innan de beslöt sig för "The Con" som titel på både låten och albumet.

## Mottagande
Recensioner av "The Con" som singel har varit begränsade i antal men musikpressens kritik i samband med albumet har varit positiv. Elizabeth Newton från PopMatters uppmärksammade låtens funktion som singel: "[...] den är som en singel ska vara: catchig, beroendeframkallande pärla gjord för att locka lyssnare till ett album fullt av sådana". The Guardian skrev i en recension av albumet: "Det Tegan-skrivna titelspåret, en skör bekännelse om att hålla fast vid känslor för en tidigare kärlek, bygger upp en oemotståndligt svimmande refräng". Gemma Padley på BBC Music kommenterade att låten "har en Joseph Arthur/TV On The Radio-episk kvalitet".

## Musikvideo
Videon till låten regisserades av Suzie Vlček. I videon ligger Tegan ner i en stol hos en terapeut.

## Låtlista
CD / Digital nedladdning
1. "The Con" (Tegan Quin) – 3:29
2. "Where Does the Good Go" (T. Quin) – 3:37

## Medverkande
Tegan and Sara
- Tegan Quin – sång, gitarr, keyboard, producent
- Sara Quin – sång, producent

Övriga musiker
- Hunter Burgan – bas
- Ted Gowans – gitarr
- Jason McGerr – trummor

Produktion
- EE Storey – omslagsdesign
- Will Markwell – ljudtekniker
- Roger Seibel – mastering
- Beau Sorenson – redigering
- Chris Walla – inspelning, ljudmix, producent

Information från Discogs, albumet och singeln.